# Jasper Cillessen
Jasper Cillessen (Nijmegen, 1989. április 22. –) holland válogatott labdarúgó, 2024. július 1-jétől a Las Palmas kapusa.

## Statisztika
2020. március 6-án lett frissítve.
| Klub           | Szezon         | League         | League          | League | Nemzeti kupa    | Nemzeti kupa | Nemzetközi      | Nemzetközi | Egyéb           | Egyéb | Összesen        | Összesen |
| Klub           | Szezon         | Bajnokság      | Pályára lépések | Gólok  | Pályára lépések | Gólok        | Pályára lépések | Gólok      | Pályára lépések | Gólok | Pályára lépések | Gólok    |
| -------------- | -------------- | -------------- | --------------- | ------ | --------------- | ------------ | --------------- | ---------- | --------------- | ----- | --------------- | -------- |
| NEC            | 2010–11        | Eredivisie     | 31              | 0      | 1               | 0            | —               | —          | —               | —     | 32              | 0        |
| NEC            | 2011–12        | Eredivisie     | 3               | 0      | 0               | 0            | —               | —          | —               | —     | 3               | 0        |
| NEC            | Összesen       | Összesen       | 34              | 0      | 1               | 0            | 0               | 0          | 0               | 0     | 35              | 0        |
| Jong Ajax      | 2013–14        | Eerste Divisie | 3               | 0      | —               | —            | —               | —          | —               | —     | 3               | 0        |
| Jong Ajax      | 2014–15        | Eerste Divisie | 1               | 0      | —               | —            | —               | —          | —               | —     | 1               | 0        |
| Jong Ajax      | összesen       | összesen       | 4               | 0      | —               | —            | —               | —          | —               | —     | 4               | 0        |
| Ajax           | 2011–12        | Eredivisie     | 4               | 0      | 3               | 0            | —               | —          | —               | —     | 7               | 0        |
| Ajax           | 2012–13        | Eredivisie     | 5               | 0      | 5               | 0            | 1               | 0          | 0               | 0     | 11              | 0        |
| Ajax           | 2013–14        | Eredivisie     | 25              | 0      | 1               | 0            | 7               | 0          | 0               | 0     | 33              | 0        |
| Ajax           | 2014–15        | Eredivisie     | 32              | 0      | 0               | 0            | 10              | 0          | 0               | 0     | 42              | 0        |
| Ajax           | 2015–16        | Eredivisie     | 33              | 0      | 1               | 0            | 10              | 0          | —               | —     | 44              | 0        |
| Ajax           | 2016–17        | Eredivisie     | 2               | 0      | 0               | 0            | 4               | 0          | —               | —     | 6               | 0        |
| Ajax           | Összesen       | Összesen       | 101             | 0      | 10              | 0            | 32              | 0          | 0               | 0     | 143             | 0        |
| Barcelona      | 2016–17        | La Liga        | 1               | 0      | 8               | 0            | 1               | 0          | 0               | 0     | 10              | 0        |
| Barcelona      | 2017–18        | La Liga        | 1               | 0      | 9               | 0            | 1               | 0          | 0               | 0     | 11              | 0        |
| Barcelona      | 2018–19        | La Liga        | 3               | 0      | 7               | 0            | 1               | 0          | 0               | 0     | 11              | 0        |
| Barcelona      | Összesen       | Összesen       | 5               | 0      | 24              | 0            | 3               | 0          | 0               | 0     | 32              | 0        |
| Valencia       | 2019–20        | La Liga        | 16              | 0      | 1               | 0            | 7               | 0          | 0               | 0     | 24              | 0        |
| Teljes karrier | Teljes karrier | Teljes karrier | 160             | 0      | 36              | 0            | 42              | 0          | 0               | 0     | 238             | 0        |

1. ↑  magában foglalja a KNVB kupán és a Copa del Reyen való pályára lépéseit
2. ↑  Pályára lépése az Európa-ligán.
3. ↑  Öt pályára lépés a Bajnokok ligájában, két pályára lépés az Európa-ligán
4. ↑  Hat pályára lépés a bajnokok ligájában, négy pályára lépés az Európa-ligán
5. ↑  Két pályára lépés a Bajnokok ligájában, nyolc pályára lépés az  Európa-ligán
6. 1 2  pályára lépései a bajnokok ligájában

### A válogatottban
2019. március 24-én lett frissítve.
| Nemzeti csapat | Év       | Pályára lépései | Gólok |
| -------------- | -------- | --------------- | ----- |
| Hollandia      |          |                 |       |
| 2013           | 4        | 0               |       |
| 2014           | 16       | 0               |       |
| 2015           | 6        | 0               |       |
| 2016           | 4        | 0               |       |
| 2017           | 8        | 0               |       |
| 2018           | 7        | 0               |       |
| 2019           | 2        | 0               |       |
| összesen       | összesen | 48              | 0     |

## Sikerei, díjai
Ajax
- Holland bajnok (3): 2011–12, 2012–13, 2013–14
- Johan Cruijff Schaal (1): 2013

Barcelona
- La Liga: 2017–18, 2018–2019
- Copa del Rey: 2016–17, 2017–18[2]
- Supercopa de España: 2018

Hollandia
- Világbajnoki bronzérem: 2014

## Fordítás
Ez a szócikk részben vagy egészben  a   Jasper Cillessen című angol Wikipédia-szócikk fordításán alapul.  Az eredeti cikk szerkesztőit annak laptörténete sorolja fel. Ez a jelzés csupán a megfogalmazás eredetét és a szerzői jogokat jelzi, nem szolgál a cikkben szereplő információk forrásmegjelöléseként.